# Edward Barrett (1er Lord Barrett de Newburgh)
Pour l’article homonyme, voir Edward Barrett.
Edward Barrett (21 juin 1581 - enterré le 2 janvier 1645) est un homme politique anglais.

## Biographie
Barrett est le fils de Charles Barrett de Belhouse, Essex et de sa femme Christian Mildmay (une fille de Walter Mildmay). Il s'inscrit au Queen's College d'Oxford le 17 mars 1597 et entre au Lincoln's Inn en 1600. Il est fait chevalier le 17 avril 1608 .
En 1614, Barrett est élu député de Whitchurch. Il est élu député de Newport en 1621 . En 1625, il est ambassadeur en France.
Barret est créé Lord Barrett de Newburgh en Écosse le 17 octobre 1627 et est fait baronnet un an plus tard (un événement unique où quelqu'un est devenu baronnet après avoir été fait pair). En 1628, il est investi comme membre du Conseil privé. Il est chancelier de l'Échiquier de 1628 à 1629 et chancelier du duché de Lancastre de 1629 à 1644. Il est Lord du trésor de 1641 à 1643 .
Barret est mort à l'âge de 63 ans et est enterré à Aveley le 2 janvier 1645 .
Il épouse Jane Carey (décédée en 1633), fille d'Edward Carey d'Aldenham, maître de la Jewel House. Il épouse en secondes noces Catherine Fenn, fille de Hugh Fenn de Wotton-under-Edge, et veuve de Hugh Perry alias Hunter, un mercier de Londres .
Il n'a pas d'héritiers, de sorte qu'à sa mort en 1645, ses titres se sont éteints. Il laisse ses papiers à Edward Perry, le petit-fils de sa veuve.